# Manjit Bumrah
Manjit Bumrah es una deportista canadiense que compitió en taekwondo. Ganó una medalla de plata en el Campeonato Panamericano de Taekwondo de 1988 en la categoría de –51 kg.

## Palmarés internacional
| Campeonato Panamericano | Campeonato Panamericano | Campeonato Panamericano | Campeonato Panamericano |
| Año                     | Lugar                   | Medalla                 | Categoría               |
| ----------------------- | ----------------------- | ----------------------- | ----------------------- |
| 1988                    | Lima (Perú)             | Medalla de plata        | –51 kg                  |